# The Half Tail
The Half Tail è il quarto album della band Celtic rock scozzese Wolfstone

## Tracce
1. "Zeto" - 4:13
  - Zeto the Bubbleman
  - Electric Chopsticks
2. "Tall Ships" - 4:56
3. "Gillies" - 6:42
  - The Sleeping Tune
  - The Noose and the Gillies
4. "Heart and Soul" - 3:17
5. "Granny Hogg's Enormous Wallet" - 3:43
  - Duncan Chisholm
  - Granny Hogg's Enormous Wallet
6. "Bonnie Ship the Diamond" - 5:54
  - Bonnie Ship the Diamond
  - The Last Leviathan
7. "Glenglass" - 5:26
8. "Clueless" - 3:57
  - Clueless
  - Fleshmarket Close
  - The Steampacket
9. "No Tie Ups" - 4:07